# Radeberg
Radeberg és un municipi alemany que pertany a l'estat de Saxònia. Es troba a uns 20 kilòmetres al nord-est de Dresden. Limita al nord-oest amb Ottendorf-Okrilla, al nord amb Königsbrück i Wachau (Saxònia), al nord-est amb Pulsnitz i Großröhrsdorf, a l'oest amb la Dresdner Heide, a l'est amb Arnsdorf i Bischofswerda, al sud-oest amb Dresden, al sud amb Eschdorf i Pirna i al sud-est amb Stolpen.

## Història
Radeberg va ser esmentat per primera vegada el 1219, quan els agricultors es van establir al territori del Roeder. El nom del lloc es deriva probablement d'aquest riu. En menys de 150 anys s'hi desenvoluparen un mercat i un castell. El 1412 va rebre carta municipal.
Fa 500 anys es va trobar plata prop de la ciutat. El lloc del descobriment llavors va canviar de nom al turó de plata. La mina es va esgotar ràpidament, però.